# Tarator
Tarator (bolgárul: таратор) a bolgár konyhaművészet nyers alapanyagokból összeállított, hidegen tálalt levesfélesége.

## Jellemzése
Legjellemzőbb alapanyaga az uborka. Ezenkívül joghurt vagy savanyított tej, továbbá fokhagyma, kapor, olívaolaj és dióbél felhasználásával készítik. A hidegen tálalt levesféleség különösen a forró nyári napok kedvelt előétele.
Amennyiben elkészítésénél savanyított tej helyett joghurtot használnak, akkor azt kellő mértékben vízzel felhígítják. Ezt követően hozzákeverik a többi alapanyagot, s az elkészült ételt végül kaporral szórják meg. A hozzákevert dióbél lehet apróra vagdalt vagy darált. Különféle változatai ismeretesek.

## Fordítás
- Ez a szócikk részben vagy egészben a Tarator című német Wikipédia-szócikk ezen változatának fordításán alapul.  Az eredeti cikk szerkesztőit annak laptörténete sorolja fel. Ez a jelzés csupán a megfogalmazás eredetét és a szerzői jogokat jelzi, nem szolgál a cikkben szereplő információk forrásmegjelöléseként.